# مرکز پزشکی ترومن

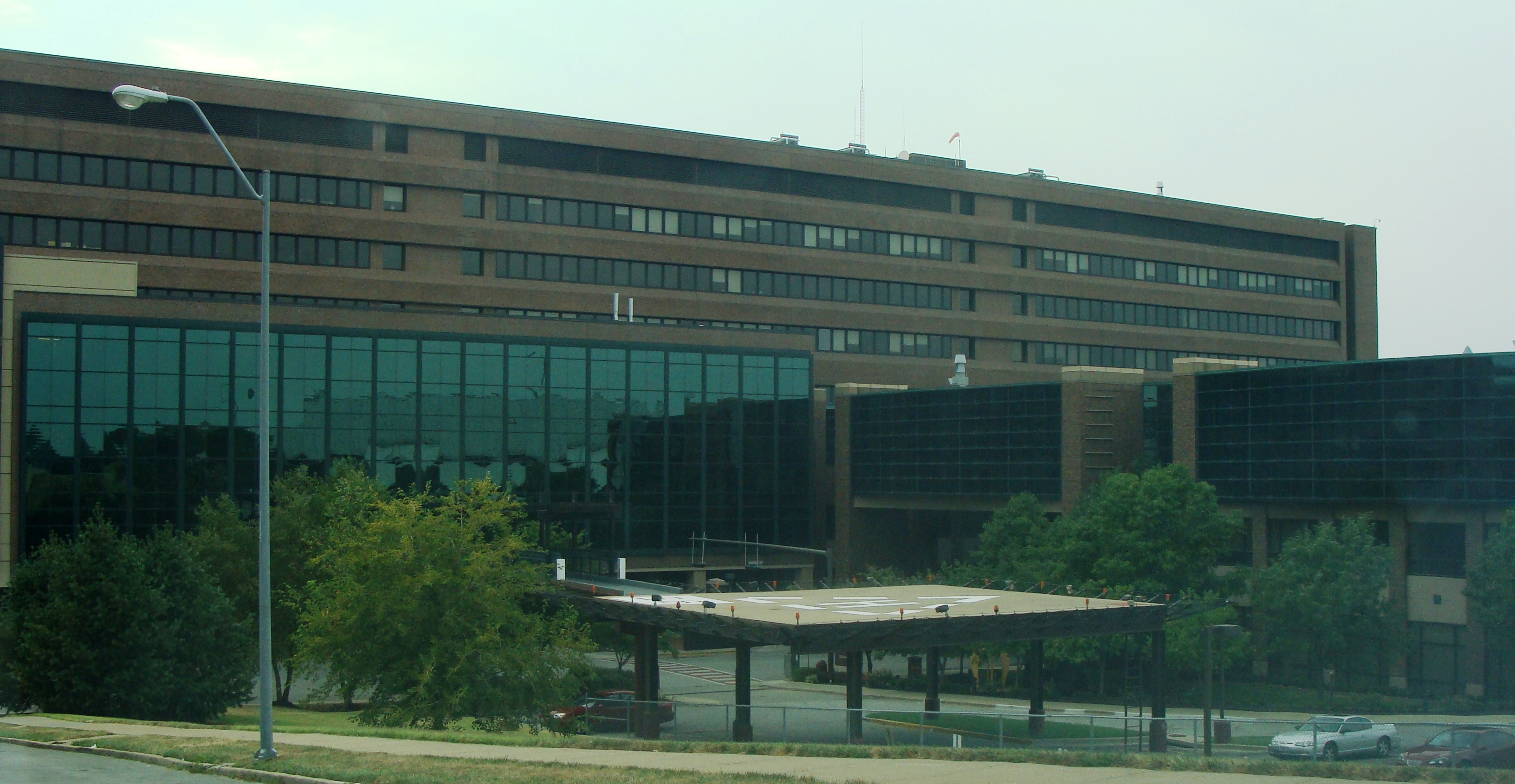

مرکز پزشکی ترومن (Truman Medical Center) نام یکی از مراکز درمانی شهر کانزاس سیتی، میزوری است.
این بیمارستان ۲۷۲ تختخوابی در سال ۱۸۸۲ میلادی تأسیس گشت و در جوار بیمارستان کودکان مرسی قرار دارد.
این بیمارستان عمومی یک بیمارستان آموزشی دانشکده علوم‌پزشکی دانشگاه میزوری در کانزاس‌سیتی است.

## References
1. ↑  «نسخه آرشیو شده» (PDF). بایگانی‌شده از اصلی (PDF) در ۱۷ اکتبر ۲۰۱۳. دریافت‌شده در ۱۶ اکتبر ۲۰۱۳.

## External links
- وبگاه رسمی